# Четирите печата
Учението за Четирите печата или още Четирите велики печата на речта на Буда е централно в Будизма и най-често се свързва с Малката Колесница или Хинаяна макар че, значението му е универсално. Тези четири печата отличават всички будистки учения от небудистките:
- Всички съставни явления са непостоянни
- Всички замърсени явления имат природата на трите вида страдание
- Всички замърсени и чисти явления (в самсара и Нирвана) са пусти и лишени от същност
- Само Нирвана е мир и освобождение от страданието

Смята се, че учение противоречащо на Четирите Печата не може да бъде будистко.